# Astroestadística
Astroestadística es una disciplina que abarca la astrofísica, el análisis estadístico y la minería de datos.
Se utiliza para procesar la gran cantidad de datos producidos por el escaneo automático del cosmos, para caracterizar conjuntos de datos complejos y para vincular datos astronómicos con la teoría astrofísica. Muchas ramas de las estadísticas están involucradas en el análisis astronómico, incluidos los no paramétricos, la regresión multivariada y la clasificación multivariable, el análisis de series de tiempo y, especialmente, la inferencia bayesiana.

## Asociación profesional
Los practicantes están representados por la Asociación Internacional de Astrostatística afiliada al Instituto Internacional de Estadística, el Grupo de Trabajo de la Unión Astronómica Internacional en Astroestatística y Astroinformática, el Grupo de Trabajo de la Sociedad Astronómica Estadounidense en Astroinformática y Astroestatística, y el Grupo de Intereses de la Asociación Estadística Estadounidense en Astroestadísticas. Todas estas organizaciones participan en el sitio web Astrostatistics and Astroinformatics.